# Шатунов Юрій Васильович
Юрій Васильович Шатунов (рос. Юрий Васильевич Шатунов; 6 вересня 1973, Кумертау — 23 червня 2022, Домодєдово) — радянський, російський співак, колишній  соліст групи «Ласковый май» (1986—1991).

## Життєпис
Юрій Шатунов народився 6 вересня 1973 року в родині Василя Дмитровича Клименка (нар. 1950) і Віри Гаврилівни Шатунової (27.01.1955 — 07.11.1984) в місті Кумертау Башкирської АРСР.
Батько і мати одружилися у віці 23 і 18 років відповідно. Ставлення батька до сина було прохолодним, тому Юрій отримав прізвище матері, а раннє дитинство (до чотирьох років) провів у бабусі з дідусем по материнській лінії — Катерини Іванівни Шатунової (05.12.1924 — 26.11.2002) і Гаврила Єгоровича Шатунова (04.06.1923 — 20.01.1976) в селищі П'ятки (передмістя Кумертау).
Коли хлопчикові було три роки, батьки розлучилися, а 1977 року він разом із матір'ю переїхав у село Савельєвка. Через деякий час мати вийшла заміж вдруге. Проте вітчим мав проблеми з алкоголем, і Юрій нерідко втікав з дому до родичів, найчастіше до дідуся з бабусею.
1980 року Шатунов почав навчатись у школі в селі Стара Отрада, але з вересня 1984 року (Юрію в цей час виповнилося 11 років) матір у зв'язку із загостренням хвороби перевела сина в школу-інтернат № 2 міста Кумертау, а через два місяці, 7 листопада 1984 року, Віра Шатунова померла від серцевої недостатності. Батько не проявив інтересу до сина, тому Юрія взяла на виховання тітка Ніна Гаврилівна з селища Тюльган. Однак і там він почав тікати з дому, а в період з листопада 1984 року по жовтень 1985 року блукав по Башкирії та Оренбурзькій області.
У листопаді 1985 року в Оренбурзі засідала комісія, де вирішувалася подальша доля Шатунова. Там Юрія побачила директор дитячого будинку селища Акбулак Валентина Миколаївна Тазекенова. Відчувши співчуття до долі підлітка, вона вплинула на рішення комісії і оформила його в керований нею дитячий будинок. У жовтні 1986 року Тазекенову призначили директором школи-інтернату № 2 міста Оренбурга і Юрій поїхав за нею. В оренбурзькому інтернаті він познайомився із керівником гуртка художньої самодіяльності Сергієм Борисовичем Кузнєцовим. Таким чином, починається історія групи «Ласковый май».
2001 року вийшов альбом «Вспомни май», де головним хітом була пісня «Забудь». 2002 року Юрій отримує нагороду «Пісня року 2002» за хіт «Седая ночь».
18 вересня 2009 року відправився у Великий тур містами Росії для підтримки художнього фільму «Ласковый Май».

## Смерть та похорон
23 червня 2022 року на 48-му році життя Юрій Шатунов помер від обширного інфаркту. Повідомляється, що напередодні він відпочивав з друзями та пив пиво. Близько 23:00 музиканту стало кепсько — він скаржився на проблеми із серцем. Товариші повезли співака до найближчої поліклініки, де медики діагностували гострий трансмуральний інфаркт міокарда. Там артиста намагалися привести до тями, але потім викликали «швидку», щоб доправити його до реанімації. У кареті серце Юрія Шатунова зупинилося, але його запустили знову. Співака встигли довезти до домодєдовської клініки, де він і помер. Похорон відбувся 26 червня на Троєкурівському цвинтарі..
6 вересня в день народження Юрія Шатунова був встановлений пам'ятник.

## Позиція щодо вторгнення Росії в Україну
З 2014 року Шатунов не виступав ані в Україні, ані в окупованому Криму, при цьому не був включений до списку осіб, які загрожують національній безпеці України. Після 24 лютого 2022 року музикант скасував усі концерти в Росії, а згодом переїхав до Німеччини на постійне місце проживання, За весь час війни Юрій не висловив жодного слова про війну, однак в Інтернеті з'явилися чутки, що він підтримував Україну, при цьому співак не став ані заперечувати, ані підтверджувати їх. У червні 2022 року терміново повернувся до Росії з метою дати концерти на день Росії 12 червня. Останній концерт він дав 19 червня у Подольську. Після цього директор Шатунова повідомив співаку про свою антиукраїнську позицію і навіть силою намагався забрати його добровольцем на Донбас воювати проти України, адже директор відмовлявся організовувати виступ Шатунова перед українцями. Проте стало відомо, що російські ЗМІ використовують директора в якості пропаганди.

## Сім'я та особисте життя
Жив у Мюнхені, Німеччина. Останні роки жив у великому приватному будинку із сім'єю в Гесені. Дружина — Світлана Георгіївна Шатунова, за фахом юрист. Познайомилися в грудні 2000 року, 12 січня 2007 року в Німеччині відбулося весілля. Діти:
- Денис Шатунов (нар. 5 вересня 2006)[11]. Похрещений 8 вересня 2007 року в храмі Андрія Первозванного в центрі Сочі, хрещеним батьком став Андрій Разін, а хрещеною матір'ю — старша сестра Світлани Шатунової Галина[12][13][14].
- Естела Шатунова (нар. 13 березня 2013, Бад-Гомбург, Німеччина)[15].